# Walter Henzen
Pour les articles homonymes, voir Henzen.
Walter Henzen est un philologue suisse, spécialiste du dialecte fribourgeois du district de la Singine, né le 5 novembre 1895 à Brigue et mort le 31 août 1967 à Berne.

## Biographie

### Origines et famille
Walter Henzen naît le 5 novembre 1895 à Brigue, dans le canton du Valais. Originaire de Blatten, dans le même canton, il passe son enfance à Alterswil et Tavel, dans le canton de Fribourg.
Son père, Josef Henzen, est médecin ; sa mère est née Maria Rosina Born.
Il épouse Else Wilhelmina Bollmann en 1930.

### Formation et parcours professionnel et universitaire
Après ses études secondaires supérieures au Collège Saint-Michel à Fribourg, il fait des études d'allemand à l'Université de Zurich, conclues par un doctorat en 1920. 
Il exerce comme enseignant au gymnase à Fribourg de 1920 à 1945. Il est simultanément privat-docent à l'Université de Fribourg à partir de 1933, puis professeur titulaire à partir de 1943 et enfin professeur extraordinaire de philologie allemande de 1945 à 1947. 
Il est nommé professeur extraordinaire de langue, littérature et culture suisses alémaniques à l'Université de Berne en 1945, puis professeur ordinaire de philologie allemande en 1946. Il occupe ce dernier poste jusqu'en 1965.

### Domaines de recherche et publications
Élève d'Albert Bachmann (de), il rédige une grammaire historique du dialecte fribourgeois du district de la Singine, parue en 1927. Il doit sa renommée scientifique à son histoire de la relation entre dialecte et allemand écrit (Schriftsprache und Mundart, 1938) et à sa théorie sur la formation des mots (Deutsche Wortbildung, 1947), dans laquelle il cherche à unir les points de vue diachroniques et synchroniques, tout en intégrant les rapports avec le dialecte.